# Стратегічна екологічна оцінка
Стратегічна екологічна оцінка (СЕО)  (strategic environmental assessment (SEA) — це процес, за допомогою якого екологічні міркування повинні бути повністю інтегровані в підготовку планів і програм до їх остаточного прийняття. Завданнями СЕО є забезпечення високого рівня захисту навколишнього середовища та сприяння сталому розвитку.

## Міжнародне законодавство
Протокол про Стратегічну екологічну оцінку (надалі-Протокол) до Конвенції про оцінку впливу на навколишнє середовище у транскордонному контексті був прийнятий 21 травня 2003 року та був ратифікований 1 липня 2015 року.
Відповідно до Протоколу, "стратегічна екологічна оцінка» означає оцінку ймовірних екологічних наслідків, зокрема пов’язаних зі здоров’ям населення, яка поєднує визначення сфери застосування екологічної доповіді та її підготовки, забезпечення участі громадськості й консультацій, а також урахування в плані чи програмі положень екологічної доповіді та результатів участі громадськості й консультацій".
Директива 2001/42/ЄС про оцінку впливу певних планів і програм на навколишнє середовище (Директива СЕО) стратегічну екологічну оцінку визначає як спосіб забезпечення високого рівня захисту навколишнього середовища та сприяння інтеграції екологічних міркувань до підготовки та прийняття планів і програм з метою сприяння сталому розвитку, забезпечуючи, відповідно до цієї Директиви проводиться екологічна оцінка певних планів і програм, які, ймовірно, матимуть значний вплив на навколишнє середовище.

## Національне законодавство України
12 жовтня 2018 року набрав чинності закон України «Про стратегічну екологічну оцінку». Цей закон визначає, що стратегічна екологічна оцінка — процедура визначення, опису та оцінювання наслідків виконання документів державного планування для довкілля, у тому числі для здоров’я населення, виправданих альтернатив, розроблення заходів із запобігання, зменшення та пом’якшення можливих негативних наслідків, яка включає визначення обсягу стратегічної екологічної оцінки, складання звіту про стратегічну екологічну оцінку, проведення громадського обговорення та консультацій (за потреби — транскордонних консультацій), врахування у документі державного планування звіту про стратегічну екологічну оцінку, результатів громадського обговорення та консультацій, інформування про затвердження документа державного планування та здійснюється у порядку, визначеному цим Законом.
Стратегічна екологічна оцінка поширюється на державні документи стратегії, плани, схеми, містобудівна документація, загальнодержавні програми, державні цільові програми та інші програми і програмні документи, включаючи зміни до них, які розробляються та/або підлягають затвердженню органом державної влади, органом місцевого самоврядування.
Сфери у яких документи державного планування розробляються та підпадають стратегічній екологічній оцінці – це сільського господарства, лісового господарства, рибного господарства, енергетики, промисловості, транспорту, поводження з відходами, використання водних ресурсів, охорони довкілля, телекомунікацій, туризму, містобудування або землеустрою (схеми) та виконання яких передбачатиме реалізацію видів діяльності (або які містять види діяльності та об’єкти), щодо яких законодавством передбачено здійснення процедури оцінки впливу на довкілля, або які вимагають оцінки, зважаючи на ймовірні наслідки для територій та об’єктів природно-заповідного фонду та екологічної мережі (далі — території з природоохоронним статусом), крім тих, що стосуються створення або розширення територій та об’єктів природно-заповідного фонду.

## Суб’єкти СЕО
1. Замовник,
2. Мінприроди, МОЗ та їх територіальні органи (органи консультування)
3. Органи виконавчої влади
4. Органи місцевого самоврядування
5. Громадськість
6. Держава походження
7. Зачеплена держава

## Замовник СЕО
Орган виконавчої влади або орган місцевого самоврядування або інший визначений, який є відповідальним за розроблення документів державного планування та здійснює загальне керівництво і контроль за їх виконанням

### Повноваження замовника
1. забезпечує здійснення СЕО ДДП;
2. здійснює інформування та забезпечує вільний доступ до інформації у процесі СЕО;
3. забезпечує своєчасні та ефективні можливості для участі громадськості у СЕО ДДП;
4. враховує в ДДП звіт про СЕО, результати громадського обговорення та консультацій,
5. здійснює у межах компетенції моніторинг наслідків виконання ДДП
6. вживає заходів з усунення негативних наслідків для довкілля,
7. забезпечує фінансування здійснення стратегічної екологічної оцінки.

## Документи, які формуються у процесі СЕО
- заява про визначення обсягу СЕО[7][8][9][10][11][12][13][14];
- оголошення про оприлюднення звіту з СЕО[14],
- звіт про СЕО[15][16][17][14];
- Довідка про моніторинг наслідків виконання ДДП [18][19].